# Rosa Tännler

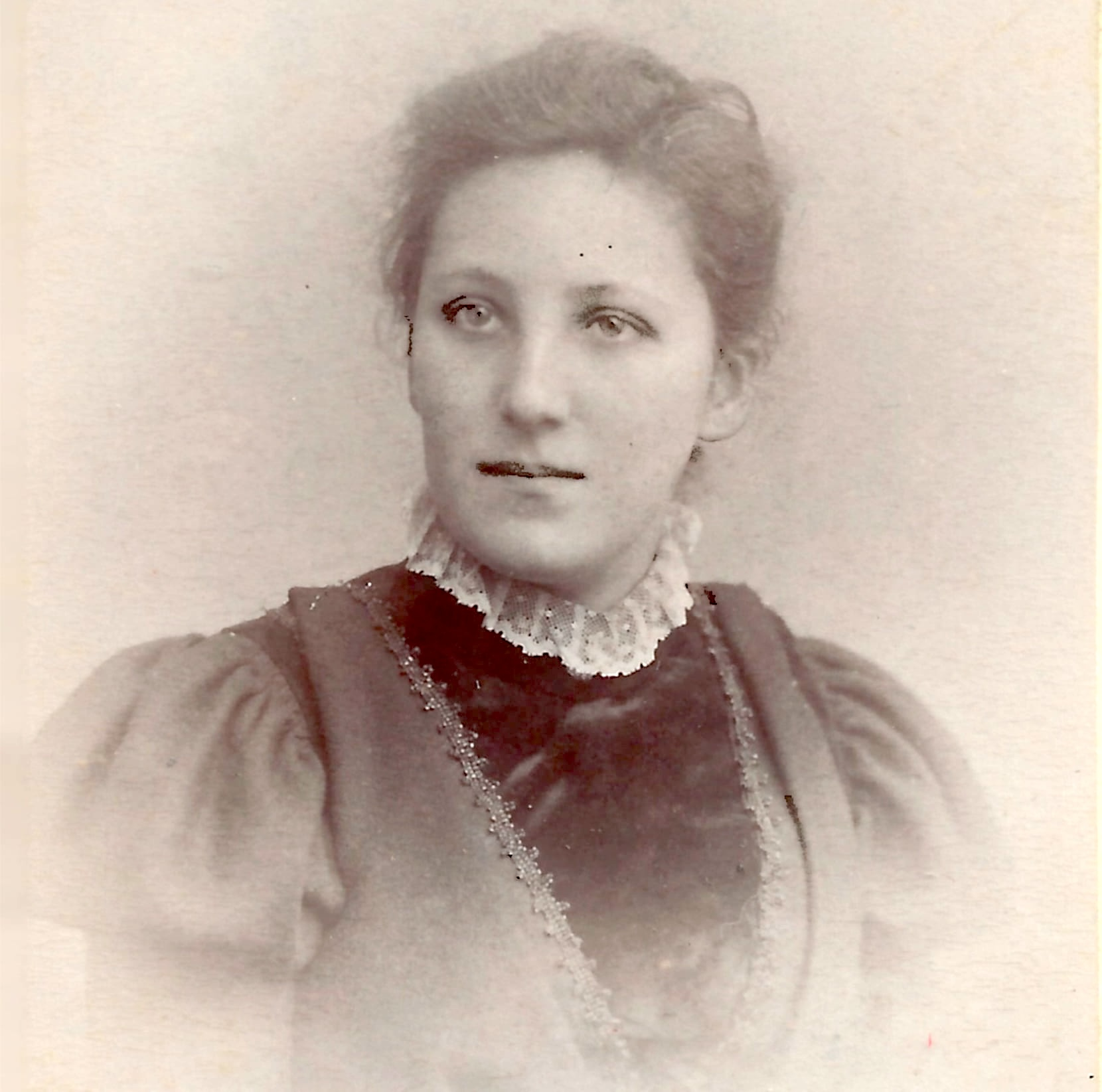
Rosa Tännler um 1900

Rosa Tännler (* 8. September 1879 in Gadmen; † 19. April 1946 in Zürich) war eine Schweizer Wirtin aus dem Berner Oberland. Ein Jugendbildnis Rosas des Malers Fritz Ulysse Landry war die Vorlage für die Abbildung des Mädchenkopfes auf dem Schweizer Goldvreneli.

## Leben
Rosa Tännlers Eltern waren der Büchsenmacher, Sägereibetreiber und Bauer Johann Tännler (1849–1928) aus Innertkirchen, die Mutter war Rosina (1855–1918) aus Gadmen, geborene von Weissenfluh.
Rosa Tännler kam im Gasthaus auf der Steinalp am Sustenpass zuoberst im Gadmental zur Welt, heute das Berghotel «Steingletscher». Sie wuchs mit einer Schwester und drei Brüdern auf. Die angesehene Familie Tännler bewirtschaftete neben der Steinalp damals auch das Wirtshaus «Bären» in Gadmen. Im Oktober 1892 reiste Rosa Tännler für ein paar Monate nach Fleurier im Kanton Neuenburg, um Französisch zu lernen. Für das letzte Schuljahr kehrte sie 1894 nach Gadmen zurück.

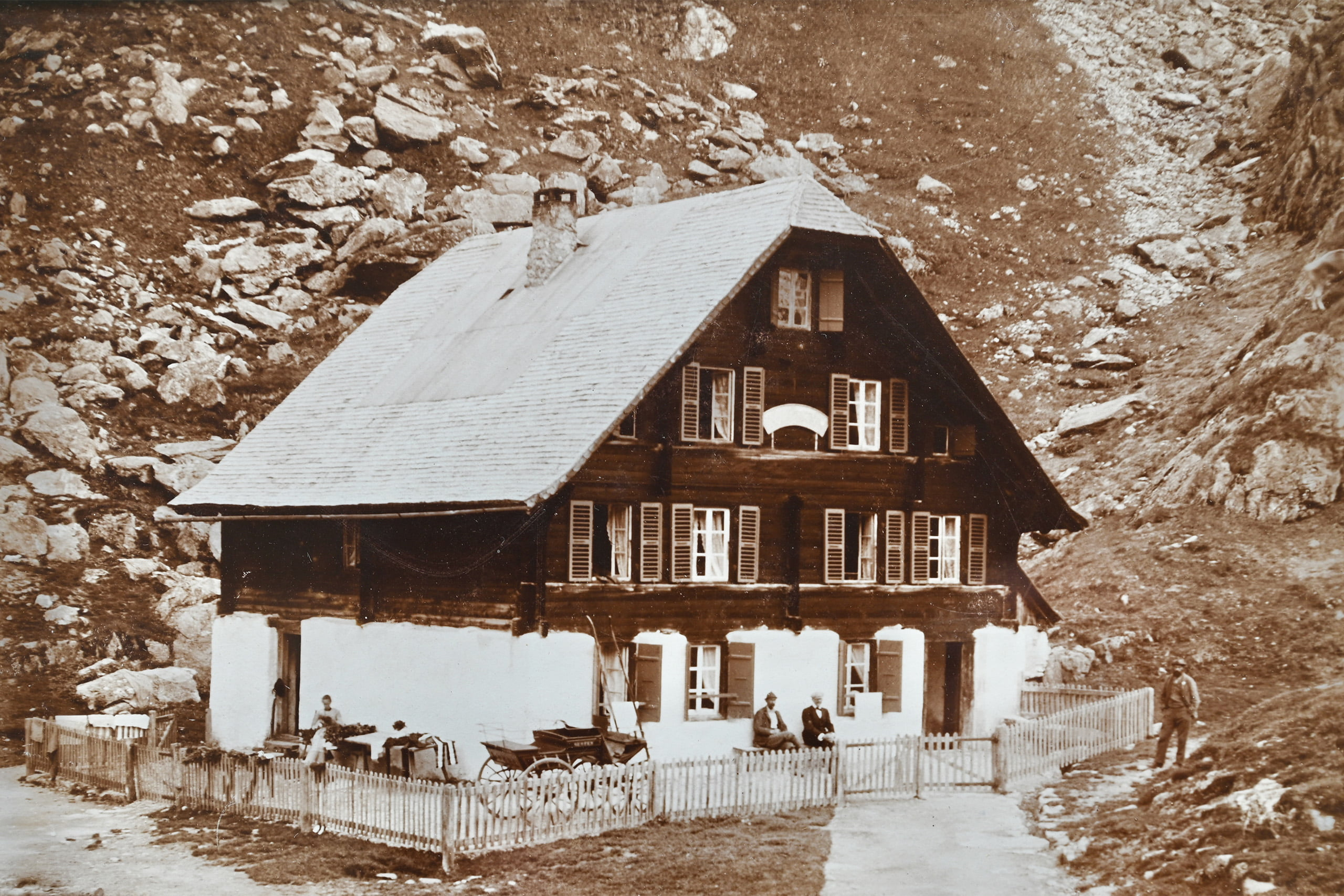
Berghaus Steinalp
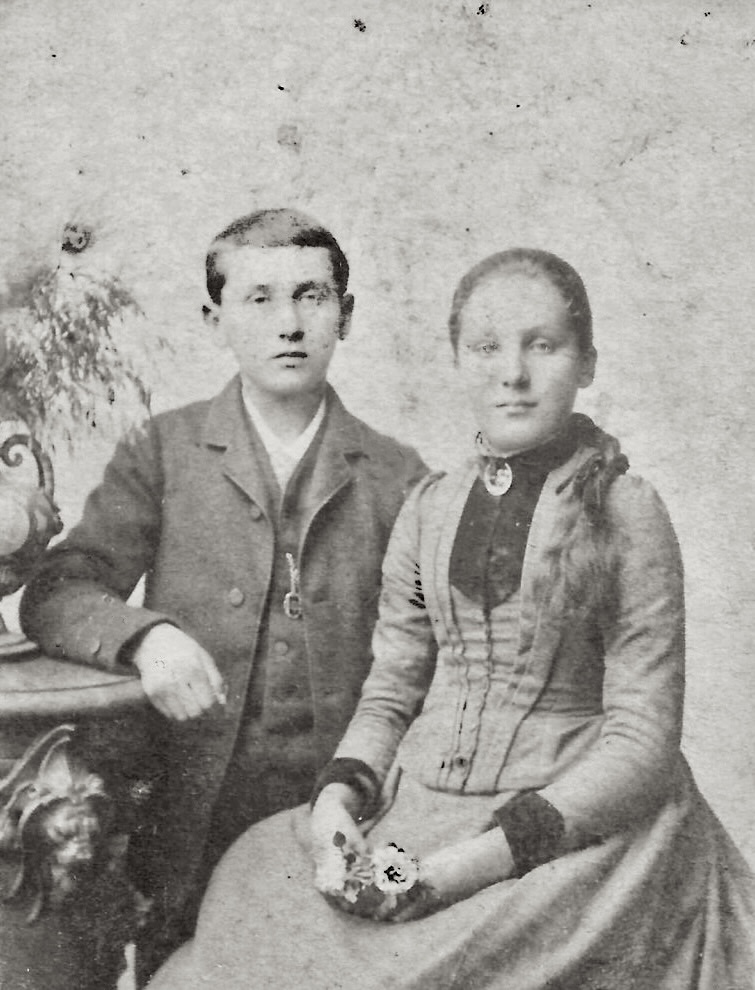
Rosa Tännler mit Bruder Hans
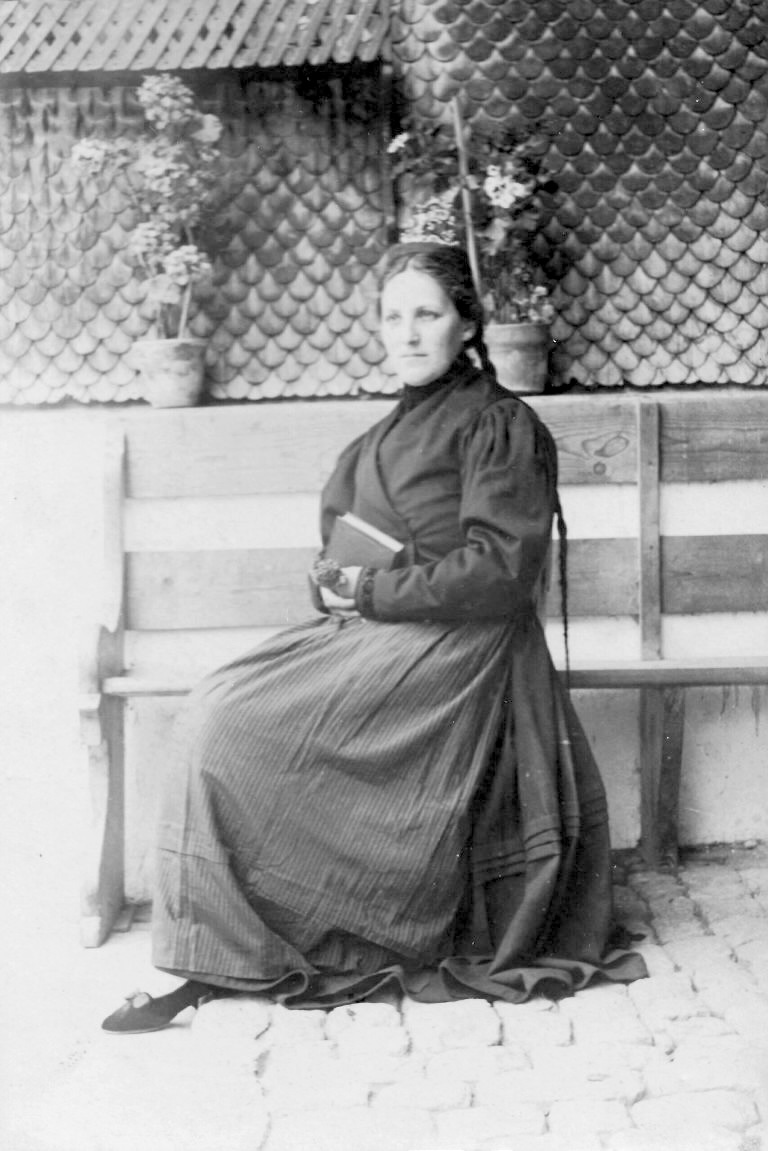
In Gadmen

Nach der Schulzeit lernte Tännler Weissnäherin und stellte Tisch-, Bett- und Unterwäsche her. Anschliessend arbeitete sie zuerst im Hotel Engstlenalp in Innertkirchen, anschliessend im Zweitbetrieb ihrer Eltern, im Gasthof auf der Steinalp.

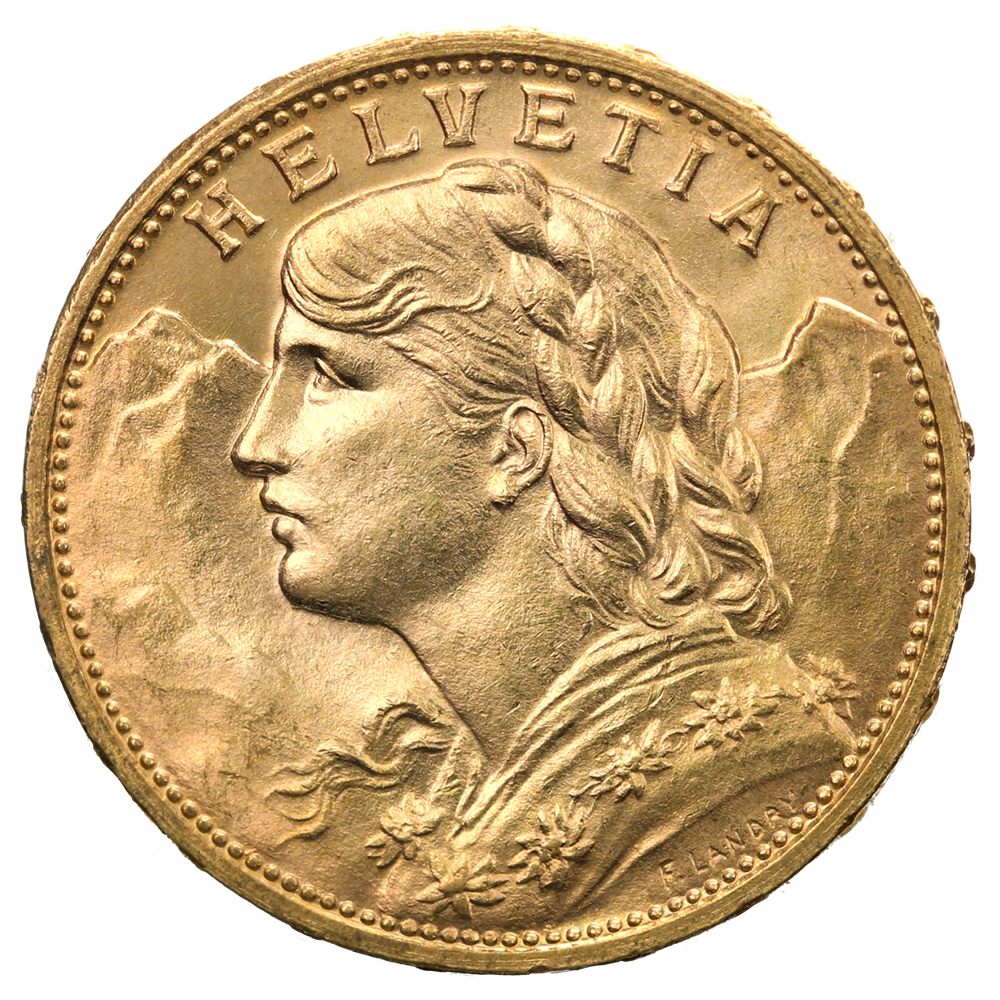
20 Schweizer Franken, Goldvreneli

Im Sommer 1894 begegnete sie dort dem Neuenburger Künstler und Medailleur Fritz Ulysse Landry. Er war von der Schönheit der Vierzehnjährigen begeistert und zeichnete sie. Dieses Bild und seine Erinnerungen dienten ihm später als Vorlage für die Gestaltung der Goldmünze. Fünf Jahre nach Landrys Besuch auf der Steinalp wurde die erste Goldvreneli-Münze geprägt. Insgesamt 60 Millionen Münzen mit dem Abbild Rosa Tännlers kamen bis 1949 in Umlauf.
Eines Tages begegnete Rosa Tännler auf der Steinalp dem Zürcher Architekten Gustav Kruck  (1875–1934), der eben von einer Bergtour zurückgekehrt war. Am 4. Mai 1901 heirateten die beiden, und das Paar zog nach Zürich. Sie wurden in den folgenden Jahren Eltern von zwei Söhnen und drei Töchtern. 1917 wurde Gustav Kruck in Zürich in den Stadtrat (Exekutive) gewählt, in welchem er bis zu seinem Tod 1934 vertreten war.

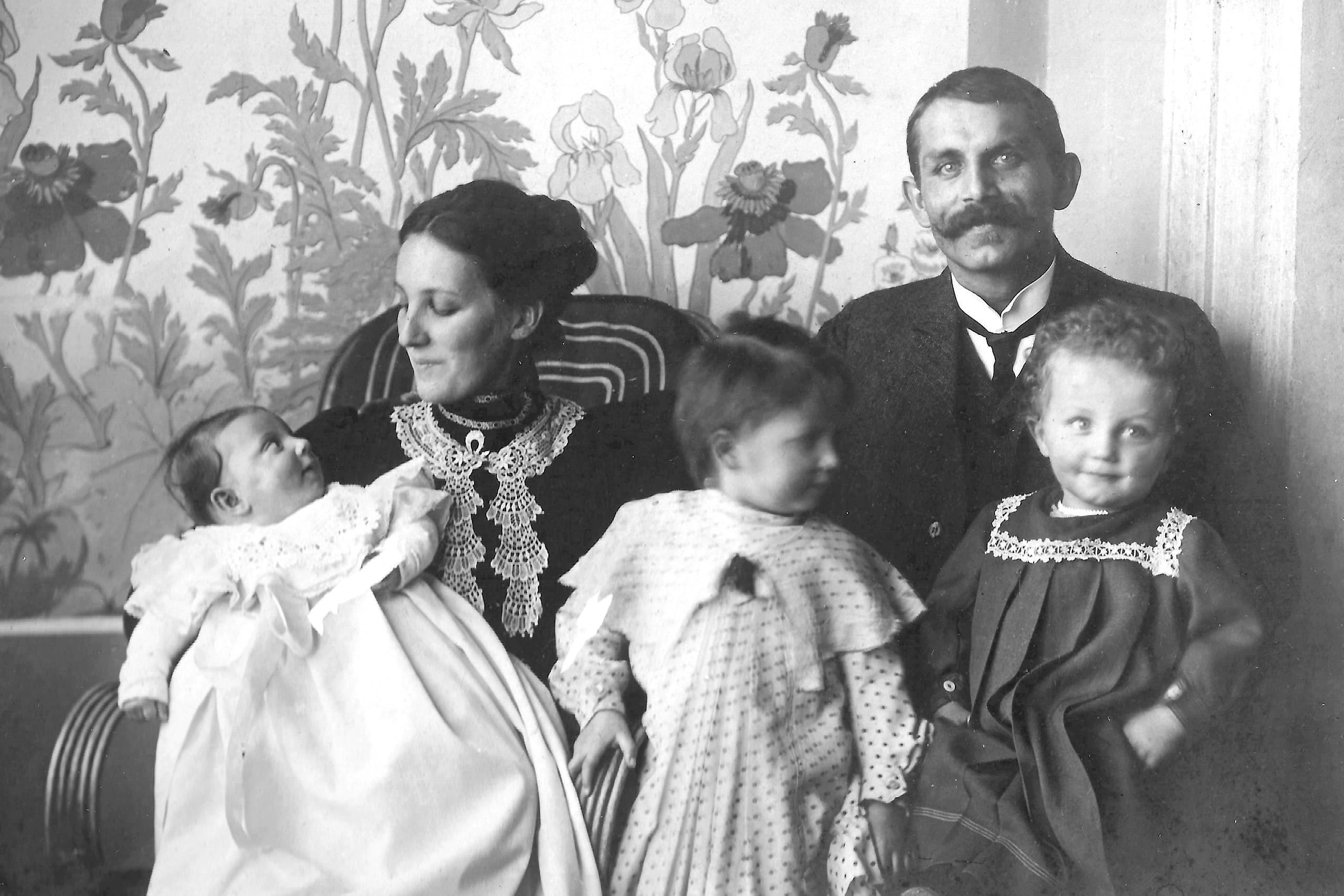
Rosa und Gustav Kruck mit Dorothea, Johanna und Hans

In den 1930er-Jahren wanderte ihr jüngster Sohn Gustav nach Argentinien aus, wo er als Ingenieur tätig war; ihre Tochter Elisabeth war mit dem Geologen Armin von Moos verheiratet.
Zahlreiche Postkarten und Briefe zeigen, dass Rosa Kruck-Tännler gerne reiste, durch die Schweiz, aber auch in Frankreich, Italien und Deutschland. Sie kümmerte sich um Bankangelegenheiten und um die grosse Familie, hütete Enkelkinder und organisierte Feste und Anlässe. Den Briefwechseln ist zu entnehmen, dass Rosa Kruck-Tännler eine aktive, starke und empathische Frau gewesen sein muss.
Anfang 1939 kehrte Sohn Gustav Kruck aus Argentinien in die Schweiz zurück; der Zweite Weltkrieg begann sich abzuzeichnen. Um seine Mutter für den schlimmsten Fall zu schützen, schien ihm das abgelegene Berner Oberland sicherer als Zürich. Er überzeugte seine Mutter davon, hinter dem Brünigpass in Hasliberg im Gebiet Weisstannen ein Chalet zu bauen. 1940 zog Rosa Kruck-Tännler dort ein. Ihr Mann war 1934 verstorben.
Nach sechs Jahren erkrankte sie an Leukämie. Sie wurde ins Spital nach Zürich gebracht, wo sie am Karfreitag 1946 starb, am 19. April. Ihr Wunsch war, dass ihre Asche ins Berner Oberland zurückgebracht werde. Ihre Grabstätte liegt auf dem Grundstück in Hasliberg, das heute ihrer Enkelin Regula Kruck gehört.

## «Goldvreneliweg»

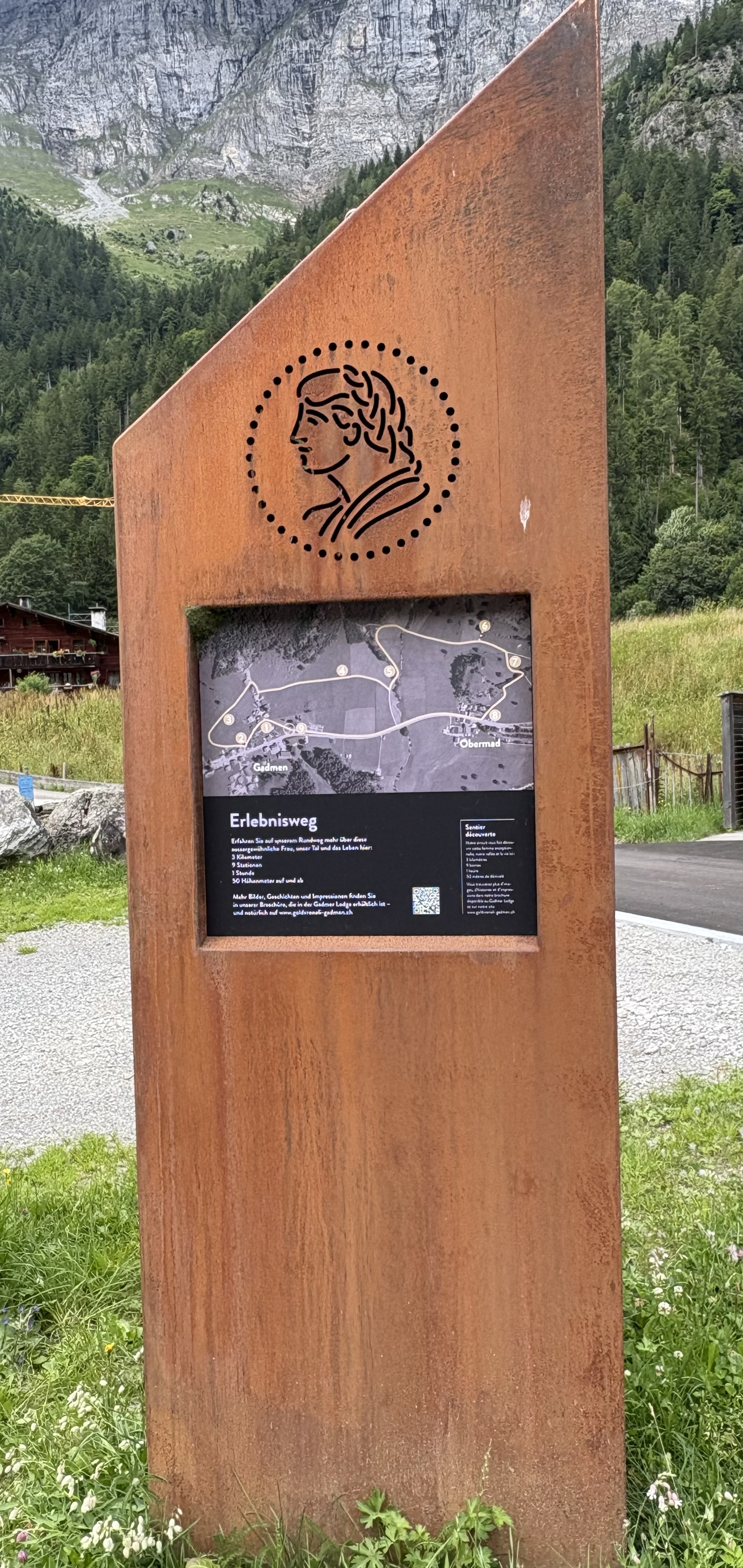
Station des Goldvreneliwegs

Seit 2023 gibt es in Gadmen den Goldvreneliweg. Er beginnt unterhalb der Kirche, verläuft in einer Schlaufe nördlich des Zentrums und kehrt zum Ausgangspunkt zurück. Neun Stationen informieren über die Talschaft um 1900, über das Leben der Einheimischen und den aufkommenden Tourismus. Der Weg ist etwa drei Kilometer lang und kann in rund einer Stunde zurückgelegt werden.